# María Sancha
María Sancha González (Santibáñez de la Peña, 15 de octubre de 2001) es una jugadora de balonmano española que juega de primera línea en el Mecalia Atlético Guardés.

## Trayectoria
Formada en el Fuentes Carrionas, en el que anotó 106 goles en 14 partidos, recaló en el Rodriguez CLEBA en la temporada 2019/20. En su segunda y última temporada en León fue la máxima goleadora de la División de Honor Plata (la segunda división española en aquella época) con 201 goles. Desde la posición de central tuvo registros anotadores de 15 y 16 tantos en varios partidos de la temporada.
Con 19 años fichó por el Atlético Guardés de Jose Ignacio Prades En su segunda temporada con el conjunto miñoto consiguió llegar a la final de la Copa de la Reina que perdió ante el Costa. En su tercera temporada debutó participó en la EHF European Cup, anotando 21 goles y llegando a la final, que perdió ante el Antalya Konyaaltı turco.
Con el equipo gallego firmó la renovación en 2025 tras conseguir ser campeonas de la liga regular 2024/25.

### Clubes
- 2019-21: CLEBA
- 2021-Act.: Atlético Guardés

Datos hasta mayo de 2025
|       | Partidos | Goles |
| ----- | -------- | ----- |
| Liga  | 93       | 196   |
| Copa  | 9        | 26    |
| EHF   | 14       | 24    |
| Total | 116      | 246   |